# Vail (Iowa)
Vail es una ciudad ubicada en el condado de Crawford en el estado estadounidense de Iowa. En el Censo de 2010 tenía una población de 436 habitantes y una densidad poblacional de 294,82 personas por km².

## Geografía
Vail se encuentra ubicada en las coordenadas 42°3′35″N 95°12′1″O / 42.05972, -95.20028. Según la Oficina del Censo de los Estados Unidos, Vail tiene una superficie total de 1.48 km², de la cual 1.48 km² corresponden a tierra firme y (0%) 0 km² es agua.

## Demografía
Según el censo de 2010, había 436 personas residiendo en Vail. La densidad de población era de 294,82 hab./km². De los 436 habitantes, Vail estaba compuesto por el 89.22% blancos, el 0.69% eran afroamericanos, el 0.92% eran amerindios, el 0% eran asiáticos, el 0% eran isleños del Pacífico, el 8.94% eran de otras razas y el 0.23% pertenecían a dos o más razas. Del total de la población el 12.39% eran hispanos o latinos de cualquier raza.